# 慢性表在性角結膜炎
慢性表在性角結膜炎（まんせいひょうざいせいかくけつまくえん、chronic superficial keratoconjunctivitis）とは角膜表層に進行性の炎症があり、眼球結膜からの血管新生（パンヌス）が存在する状態。この疾患自体をパンヌスと呼ぶこともある。原因は不明であるが、免疫介在性であるともいわれる。犬ではジャーマンシェパードに多く認められる。角膜の色素沈着を伴い、進行すると失明することがある。内科的処置としてステロイド剤の投与、外科的処置として角膜表層の除去を行う。